# 아프샤르 제국
아프샤르 제국(1736년 ~ 1796년, 페르시아어: افشاریان)는 튀르크계 부족 아프샤르족의 수장인 나디르 샤가 개창한 페르시아 제국으로, 그 이름은 그가 속하고 있던 투르크계 아프샤르족에서 유래하며, 정식 명칭은 이란 보호령(페르시아어: ممالک محروسه ایران)이다. 나디르 샤가 죽은 후 호라산 지방에 모여 독립을 유지하고 있었으나, 1796년에 카자르 제국의 공격을 받아 4대로서 멸망했다.